# 弗雷德·科菲尔德
弗雷德里克·科菲尔德（英語：Frederick Cofield，1962年1月4日—），美国NBA联盟前职业篮球运动员。他在1985年的NBA选秀中第4轮第3顺位被纽约尼克斯选中。